# Tarachodes circuliferoides
Tarachodes circuliferoides är en bönsyrseart som beskrevs av Johann Heinrich Kaltenbach 1996. Tarachodes circuliferoides ingår i släktet Tarachodes och familjen Tarachodidae. Inga underarter finns listade i Catalogue of Life.